# La foulaison du blé en Camargue
La foulaison du blé en Camargue - ou Foulage du blé en Camargue - é uma pintura da artista francesa Rosa Bonheur, realizada desde 1864 e deixada inacabada quando ela morreu, em 1899 . Maior formato já pintado pela artista, este óleo sobre tela é uma cena de gênero que representa cerca de dez cavalos debulhando trigo na Camargue . Doada por Anna Klumpke ao Musée du Luxembourg, em Paris, no ano de 1900, a obra hoje faz parte do acervo do Musée d'Orsay . Está depositado no Museu de Belas Artes de Bordéus, em Bordéus, desde 1997.